# Macatuba
Macatuba este un oraș în São Paulo (SP), Brazilia.